# SCL21
GALAXY S III Progre SCL21（ギャラクシー エス スリー プログレ エスシーエル ニイチ）は、韓国のサムスン電子（輸入元：サムスン・テレコミュニケーションズ・ジャパン）によって日本国内向けに開発された、auブランドを展開するKDDIおよび沖縄セルラー電話のCDMA 1X WIN、および第3.9世代移動通信システム（au 4G LTE）対応スマートフォンである。製品番号はSCH-J021。

## 概要
GALAXY S IIIのau版で、基本的な性能はNTTドコモ向けに発売されているSC-06Dとほぼ同等である。
ただし外観が若干異なっており、グローバルモデルおよびドコモ版では周囲のフレーム部より飛び出ている形になっていたディスプレイのガラス部分が、au版では逆にフレーム部をディスプレイのガラス面より飛び出るデザインになっており、ディスプレイ側を下にして置くときなどでも傷がつきにくいようになっている。さらに、ストラップ取り付け穴も用意されている。おサイフケータイ用のアンテナは、充電池内蔵ではなく、電池ふたに取り付けられている。
また、ドコモ版に比べて長さが2mm長くなっており、質量も2g重くなっている。
なお、NFC・赤外線通信には対応していないほか、防水性能は備えていない。
本機のSAR値は0.275W/kgであり、法人向けを含む既存のau向けスマートフォンとしては2012年11月現在最も低い。

## その他機能
※PC向けWebブラウザが標準装備されている。携帯向けサイト(EZWeb)は他のスマートフォンやPCと同じく閲覧不可。
| 主な機能・対応サービス                                                  | 主な機能・対応サービス                           | 主な機能・対応サービス              | 主な機能・対応サービス        |
| ----------------------------------------------------------------------- | ------------------------------------------------ | ----------------------------------- | ----------------------------- |
| auウィジェット Webブラウザ                                              | LISMO! for Android メディアプレイヤー LISMO WAVE | おサイフケータイ NFC                | ワンセグ DLNA/DTCP-IP         |
| au one メール PCメール Gmail EZwebメール                                | デコレーションメール デコレーションアニメ        | Skype au                            | PCドキュメント                |
| au Smart Sports Run & Walk Karada Manager ゴルフ(web版) Fitness、歩数計 | GPS(AGPS/GLONASS) 方位計                         | au oneナビウォーク au one助手席ナビ | au one ニュースEX au one GREE |
| かんたんメニュー じぶん銀行                                             | 緊急速報メール                                   | Bluetooth                           | 無線LAN機能 (Wi-Fi)           |
| 赤外線通信                                                              | WIN HIGH SPEED au 4G LTE                         | グローバルパスポート                | auフェムトセル                |
| microSD microSDHC                                                       | モーションセンサー(6軸)                          | 防水 防塵                           | 簡易留守録 着信拒否設定       |

- 安心セキュリティパックはフル対応

## 沿革
- 2012年（平成24年）10月17日 - KDDI、およびサムスン・テレコミュニケーションズ・ジャパンより公式発表。
- 2012年10月20日 - 連邦通信委員会（FCC）を通過[8]。
- 2012年11月2日 - 北海道・関東・沖縄地区にて先行発売。
- 2012年11月9日 - 上記以外の残りの地区にて発売。
- 2013年11月12日 - Android 4.1へアップデート開始[9]。

## アップデート
2013年11月12日のアップデート(OSバージョンアップ)
- スマートローテーション機能の追加。
- ページバディ機能の追加。
- ワンセグでポップアッププレイが利用できるようになる。
- マルチウインドウ機能の追加。
- ロック画面に表示される情報テロップにFacebookが追加される。
- マイファイルアプリ内に「画像」・「動画」・「音楽」・「ドキュメント」カテゴリが追加され、データ種類毎に保存先がカテゴリ分けされるようになる。
- ギャラリーアプリのUIの変更。
- ブロックモード機能の追加。
- ローマ字入力においてフリック操作が利用できるようになる。
- カメラ機能の強化。
  - 「ベストフェイスモード」で連続写真を撮影し、最高の笑顔を選択し1枚の写真に合成できる。
  - 「パノラマモード」で360度のパノラマ撮影が可能。